# Skapelsens krona
Skapelsens krona är en svensk TV-film från 1981 i regi av Stig Ossian Ericson och med manus av Eva Moberg och Gottfried Grafström. Filmen sändes första gången i SVT1 den 10 maj 1981.

## Medverkande
- Katarina Strandmark
- Mona Malm
- Fillie Lyckow
- Silvija Bardh
- Bibi Andersson
- Lena Söderblom
- Mimi Pollak